# Jackson and His Computer Band
Jackson de son nom complet Jackson Fourgeaud, est un musicien français de musique électronique et DJ né le 15 juin 1979

## Biographie
Après une période très rock où il avoue n'écouter que Jimi Hendrix, Pink Floyd ou les Rolling Stones, Jackson Fourgeaud commence à s'intéresser à la musique électronique à quinze ans.
Il commence sa carrière avec de l'acid house chez Pumpkin Records en 1996, puis chez Sound Of Barclay avec lequel il sort  en 1999 Sense Juice EP et Gourmet EP, pour la première fois sous le pseudonyme de Jackson and His Computer Band. Il est ensuite commissionné pour remixer plusieurs artistes de styles différents, tels que Femi Kuti, Air ou Freeform Five, et sort deux nouveaux EP : Utopia EP puis Rock On. Sur Utopia, il a notamment travaillé avec sa mere Paula Moore, connue son le nom de scène Birdpaula, une chanteuse et compositeur folk.  
Il est ensuite repéré par le label anglais Warp. C'est sur ce label que sort son premier album Jackson and His Computer Band, intitulé Smash, le 19 septembre 2005, accompagné de Sound Of Barclay pour la distribution France. Jackson en est le compositeur et le producteur. Cet album reçoit de bonnes critiques de la presse française et étrangère, qui a souvent qualifié ce disque comme l'un des projets les plus ambitieux de la musique électronique. Il marque un tournant et devient une référence pour de nombreux artistes.
Il produit ensuite une nouvelle série de remixes, dont celui du  morceau D.A.N.C.E. demandé personnellement par le groupe Justice, White Knight Two pour Surkin et Pacific Coast Highway pour son ami Kavinsky. Il compose et produit également la bande originale du film Johnny Mad Dog sorti en 2008.
En 2012, le groupe Justice révèle lors d'une interview pour Libération que le deuxième album de Jackson and His Computer Band est en préparation, toujours sur Warp Records.
Le titre Arp #1 apparait dans la bande-son de Grand Theft Auto V qui sort en septembre 2013.
Lors d'une discussion sur Ed Banger Radio en septembre 2013, SoMe annonce un projet vidéo en cours avec Jackson.
La sortie de l'EP G.I. Jane (Fill Me Up) est annoncée pour novembre 2013 avec un remix du titre Vista par Hudson Mohawke. Le 31 octobre 2013 le clip est dévoilé. Réalisé par Mrzyk & Moriceau, il met en scène façon manga pop une femme sexy et mystérieuse qui se bat contre une armée phallique. L'EP sort le 14 novembre 2013.
En 2015-2016, il a été pensionnaire en résidence à l' Académie de France à Rome - Villa Médicis.

## Discographie

### Albums
- 2005 : Smash
- 2013 : Glow (Warp Records)

### Singles et EP
- 1999 : Sense Juice EP
- 1999 : Gourmet EP
- 2003 : Utopia EP
- 2005 : Rock On
- 2013 : G.I. Jane (Fill Me Up) (Warp Records)

### Remixes
- 1999 : Femi Kuti - Truth Don't Die
- 2003 : M83 - Run into Flowers
- 2004 : AIR - Alpha, Beta, Gaga
- 2004 : Freeform Five - Break Me
- 2005 : Dead Combo - You Don't Look So Good
- 2007 : Justice - D.A.N.C.E.
- 2008 : Pánico - Illumination
- 2009 : Kap Bambino - Batcaves
- 2010 : Kavinsky - Pacific Coast Highway
- 2010 : Vanessa Paradis - Commando
- 2011 : Mungo Park - Pilgrim
- 2011 : Slice and Soda - Year of the Dragon
- 2011 : Planningtorock - Living it out
- 2012 : Surkin - White Knight Two
- 2013 : Jackson and His Computer Band - G.I. Jane (Auto Remix)
- 2014 : Phoenix - SOS In Bel Air

### Bandes originales de films
- 2008 : Johnny Mad Dog

### Jeux vidéo
- 2013: Grand Theft Auto V